# The Pretty Reckless (EP)
The Pretty Reckless es el EP homónimo debut de la banda de rock The Pretty Reckless. El EP fue lanzado el 22 de junio de 2010, por Interscope Records.
El álbum fue vendido en las tiendas de Hot Topic en el Warped Tour.

## Sencillos
El 30 de diciembre de 2009, el primer sencillo, titulado Make Me Wanna Die, fue lanzado en una vista previa especial en la revista Seventeen. La canción fue oficialmente lanzada el 13 de mayo de 2010 en el Reino Unido y llegó al #1 en el UK Rock Chart y fue recibido con reseñas positivas. La canción también apareció en la banda sonora de Kick-Ass. El video promocional fue lanzado el 13 de mayo de 2010 seguido por la versión oficial que se estrenó el 15 de septiembre de 2010.

## Lista de canciones
- Todas las canciones fueron escritas por Taylor Momsen, Kato Khandwala y Ben Phillips.
- Todas las canciones fueron producidas, mezcladas y diseñadas por Kato Khandwala.

| N.º | Título                                 | Duración |  |
| 1.  | «Make Me Wanna Die»                    | 3:54     |  |
| 2.  | «My Medicine»                          | 3:14     |  |
| 3.  | «Goin’ Down»                           | 3:35     |  |
| 4.  | «Zombie» (Bonus Track del Reino Unido) | 3:08     |  |